# Origen de la cueca
El origen de la cueca —género musical hispanoamericano y la «danza nacional de Chile» desde 1979— no está totalmente definido y existen varias teorías sobre él, sin embargo, se ha logrado llegar a consenso en cuanto a sus antecedentes arábigo-andaluces de España y  Se desarrolló en las chinganas de la zona central de Chile, el principal lugar de sociabilidad popular durante el siglo XIX. Algunos folcloristas la explican como una danza zoomórfica porque su rutina proviene de la “clueca”, concepto que alude a los movimientos que realiza una gallina cuando es cortejada por un gallo. Es por ello, que el rol del varón se asemeja a la rueda y al entusiasmo que pone el gallo en su conquista. La mujer, en cambio, sostiene una conducta más defensiva y esquiva. Es similar al bailecito de Bolivia, chacarera de Argentina, chilena de México, así como a la marinera, zamacueca y zamba de Perú.

## Corriente africanista
El historiador chileno Benjamín Vicuña postuló que la palabra originaria fue "zambaclueca", adjudicándole así una raíz africana mezclada con elementos criollos, donde "zamba" significa baile en el idioma africano bantú, y "clueca", la fase cuando la gallina deja de poner huevos y busca donde empollar. En su diagnóstico, y basándose en apuntes escritos por el comerciante francés Julien Mellet —quien visitó Hispanoamérica entre 1808 y 1820, y recorrió Chile en 1814—, señala que el origen del baile y música se refiere al lariate, danza que había sido advertida en el Caribe y que fue introducida por los africanos en la zona de alojamiento en su viaje a Perú, es decir, en la zona de Quillota y El Almendral.

Trajéronla a Chile, primero que al Perú, a fines del pasado siglo [XVIII], los negros esclavos que por esta tierra pasaban via Los Andes, Quillota y Valparaíso, a los valles de Lima, en viaje desde los valles de Guinea [...L]a primera tradición escrita que de ella hemos encontrado [...] está ubicada en Quillota.

Benjamín Vicuña, La Zamacueca y la Zanguaraña (Juicio crítico sobre esta cuestión internacional) (1882).

Esta danza [...] se ejecuta al son de la guitarra y el canto. Los hombres se colocan frente a frente de las mujeres, y los espectadores forman un círculo a su derredor, los cuales cantan y palmotean las manos mientras los bailarines, los brazos un poco levantados, saltan, se dan vuelta, hacen movimiento atrás y adelante, se acercan los unos a los otros y retroceden en cadencia hasta que el sonido del instrumento o el tono de la voz les indica que vuelvan a juntarse.

Julien Mellet, Viajes por el interior de la América Meridional (1823).

El folclorista peruano Nicomedes Santa Cruz postuló que la palabra originaria fue "sembacuque", donde "semba" significa saludo y "cuque", danza en el idioma africano kimbundu, específicamente saludo de danza para iniciar el baile del lundu. Semba pronto degeneró en samba diciéndose sambacuque, luego sambacueca y finalmente samacueca o zamacueca.

## Corriente hispanista

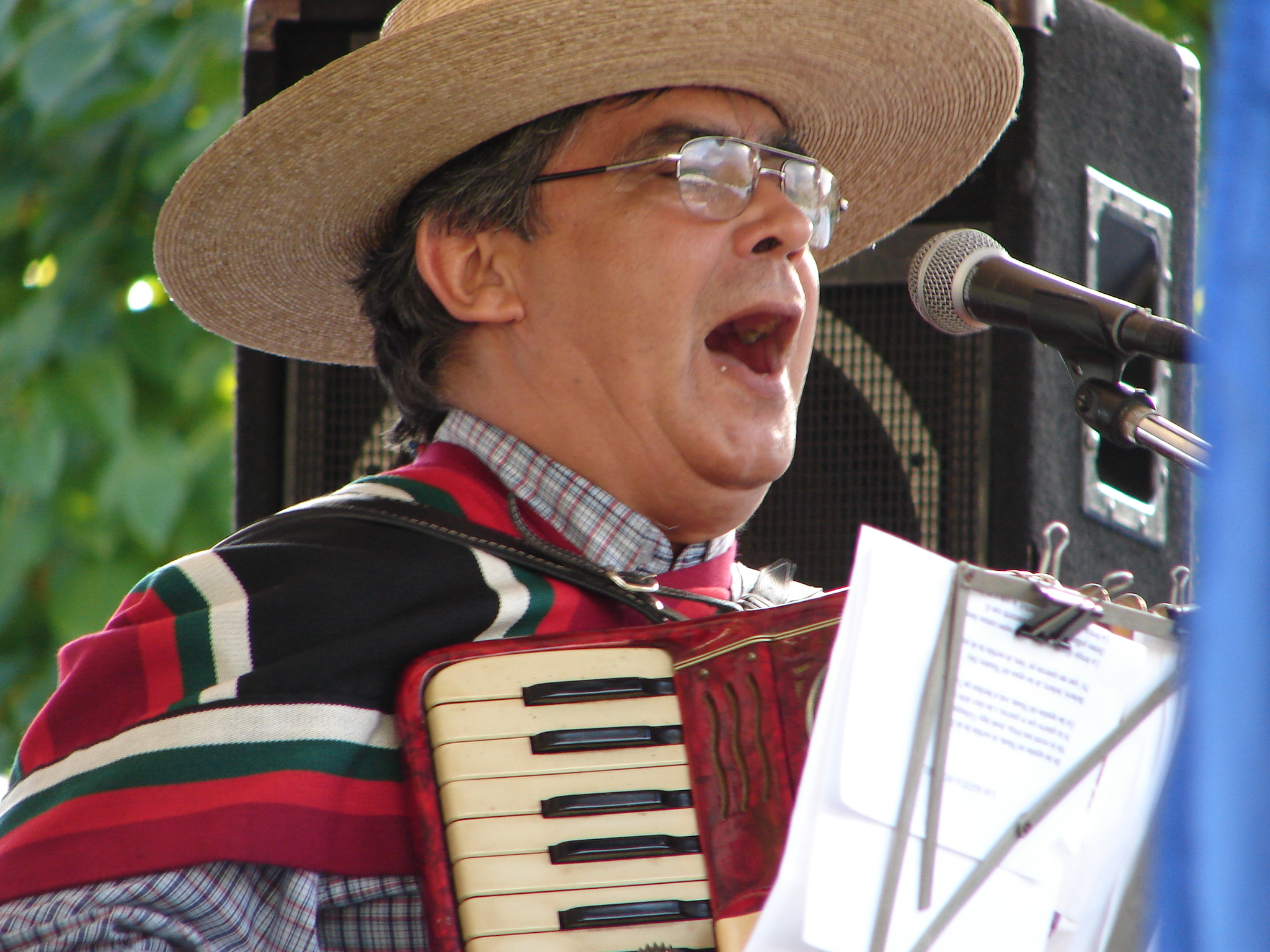
Huaso cantando una cueca tradicional (2005).

Los colonizadores españoles influyeron fuertemente en las costumbres y tradiciones presentes en la zona central de Chile desde el siglo XVII, principalmente los andaluces en el campo que originaron la cultura huasa. Según el musicólogo chileno Samuel Claro en 1994, su raíz se sitúa en la tradición arábiga del canto a la rueda —originalmente Canto Al-lāh Daira, un sagrado himno al Sol— llevado por los andaluces durante la Colonia (1600-1810), que en la Guerra de la Independencia (1813-1826) recibió el nombre de "chilena". Como tal llegó en manos de la Expedición Libertadora del Perú (1820-1824) a Lima, donde a su vez fue bautizada como "zamacueca" y regresó a Chile hacia 1824. El folclorista chileno Fernando González (1927-2006) entrevistó durante su vida a varones mayores de 80 años, quienes habían visitado numerosas chinganas en Chile y coincidían según relatos orales que la cueca se hizo popular en la época de los hermanos Carrera (1811-1814), lugares clausurados durante la Reconquista (1814-1817).

A lo que nosotros llamamos cueca es el canto a la daira del fabuloso Imperio de los árabes que difundió la dinastía de los Omeyas por medio de la escuela de Medina y pertenece a los sones altos de la fiesta de la zambra. Es una de las formas más difíciles y complejas del compás árabe de 6x8. Por eso es que para entender el arte del canto a la rueda hay que estudiar el universo, los tiempos de la naturaleza y las líneas del hombre, porque todas esas piezas o medidas forman un cuerpo completo y sin que nada se las pueda quitar.

Fernando González, Chilena o cueca tradicional (1994).

El canto a la rueda es el origen de la chilena o cueca tradicional; forma de canto que trajeron los moros andaluces que llegaron en la conquista a América. Estos cantos entonaban los patriotas, fue himno nacional, con espíritu patriótico lleno de historia y chilenidad. El cantor entona la melodía y lleva el compás con las palmas, en estilo melismático cuya impostación de la voz permite llegar a tonos muy altos. Luego este estilo de cante se musicalizó y fue popular en las chinganas, como la cueca que conocemos hoy (que es canto, música, poesía lírica y baile).

Luis Castro (2016).

Es un estilo de canto antiguo, de la alta escuela, que trajo José Miguel Carrera cuando regresó de España. Son cantos que cantaban los patriotas, después de las batallas, antes que hubiera un himno nacional. Entonces empezaba uno con un verso, luego seguía otro, y así. Si tú te equivocabas en un verso, te eliminaban. Era una verdadera contienda. Las casas de canto se instalaron en La Chimba (al norte del río Mapocho). José Miguel Carrera les llamó “las galleras”. Los gallos que cantaban a la rueda eran bravos, rotos, choros.

Vicente Contardo (2014).

Los gritos de las cuecas despiertan en los presentes todo el instinto de la tradición, porque son verdaderos himnos de guerra que acuden las fibras más íntimas de la raza, [...] Los cantores en las fondas elegían las melodías más difíciles y bonitas, que requieren mucho ensayo para aprender. El cantor de las fondas canta puros versos de amor. Este es el verdadero cantor. La cueca de las fondas es la que lleva todas las de la ley. Antes se consideraba que no sabía cantar el que no cantaba en las fondas ni en las casas de remoliendas.

Fernando González, Chilena o cueca tradicional (1994).

La cueca chilena la vino componiendo el huaso por estilizado reflejo de su propia realidad campesina. Se ha de bailar, pues, interpretando lo que realiza el jinete cuando asedia y coge la potranca elegida dentro de sus dos pasiones: china y caballo... El brazo viril bornea el pañuelo como si borneara el lazo... Los movimientos del cuerpo masculino traducen los del jinete...; el pañuelo quiere atar los pies de la elegida... Al fin zapatean porque la conquista se ha consumado... Una mujer, una ideal potranca, dos seres unidos, identificados en la pasión campesina.

Eduardo Barrios, Gran señor y rajadiablos (1948).

Haré una descripción de las tales chinganas. En una extremidad del corral o patio grande está colocado un tabladillo elevado como vara y media del terreno con su techo, algunos adornos a los lados y con las armas nacionales u otra pintura al fondo, en el que está la música compuesta de un arpa y una guitarra; en la parte del tablado que queda vacía es donde bailan dos parejas que se alternan bailando, a mi parecer, una misma cosa toda la noche, pues aunque yo me esforzaba en conocer las diferencias que me decían haber, no las alcanzaba, y para mí era lo mismo la zamacueca, que otros nombres igualmente extraños.

Rafael Valdés (1831).

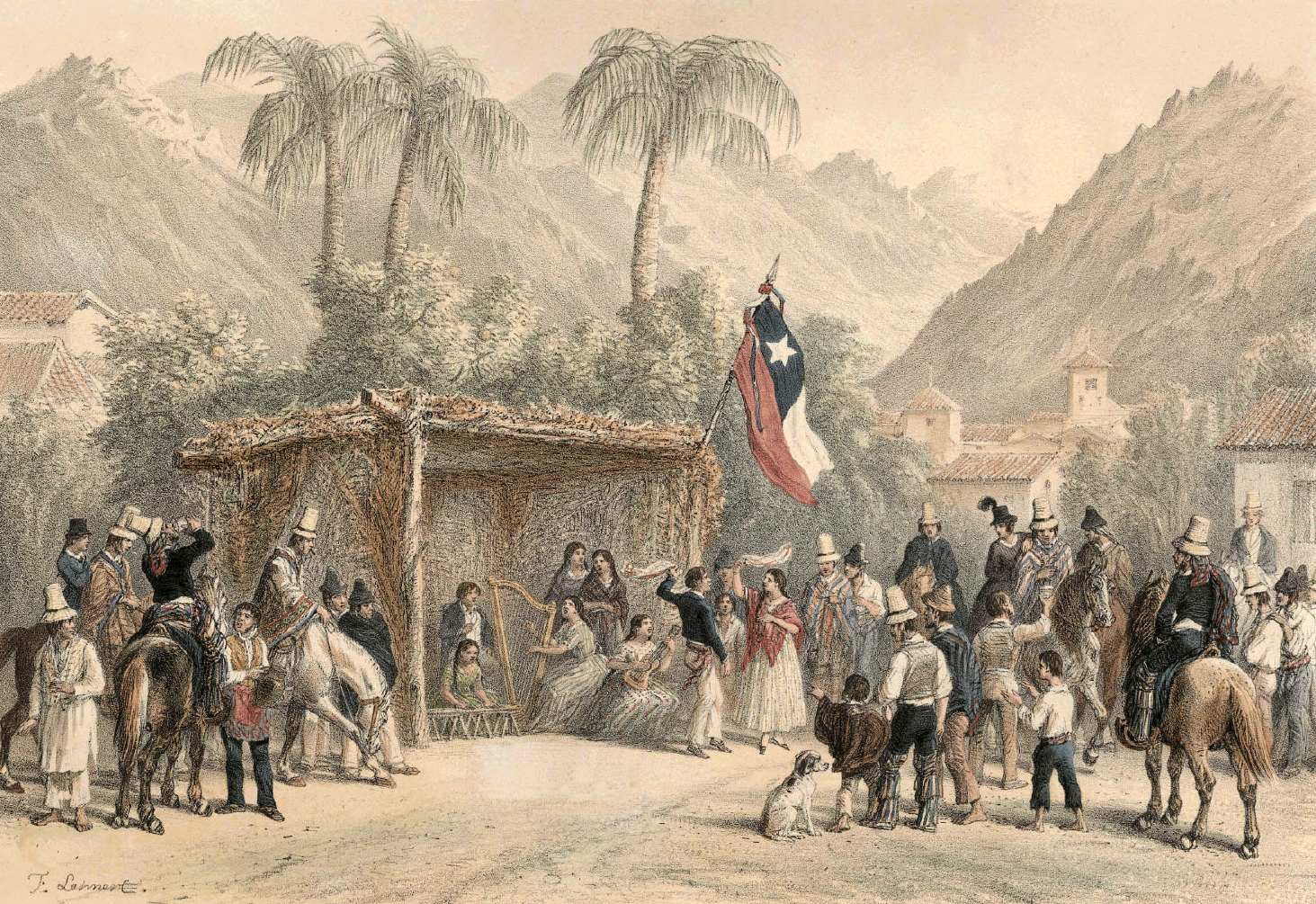
Una cueca en una chingana, ilustración de Frédéric Lehnert (1854).

El naturalista francés Alcide d'Orbigny comentó en 1830: «Las chinganas son casas públicas, una especie de espectáculo, donde se beben refrescos mientras se ve danzar la cachucha, el zapateo, etc., al son de la guitarra y de la voz; es un lugar de cita para todas las clases sociales, donde se incuban innumerables intrigas, pero donde el europeo se encuentra más frecuentemente fuera de lugar». El musicólogo chileno Pedro Allende concluyó que la cueca es una versión mestiza americana de la canción popular de la zambra mora que arribó a América durante el período de la Conquista, postuló que la palabra originaria fue "zambraclueca" y mencionó: «El origen de la música popular criolla de Chile, hay que buscarlo en los colonizadores solamente, ya que la música indígena no ha influido en absoluto en su formación. El arte popular español procede del Oriente, en Chile, en los ritmos y en algunos giros melódicos, se reconoce también su origen oriental».
El musicólogo argentino Carlos Vega mencionó en 1947: «dos elementos, el coreográfico y el sentido pasional de la cueca, son derecha e inmediata consecuencia del fandango».

Bailan siempre el fandango sólo dos personas, que no se tocan jamás, ni siquiera con la mano. Pero cuando se observan los desafíos que una a otra se hacen, ya retirándose, ya acercándose de nuevo; cuando se advierte cómo la mujer, justamente en el instante en que pareciera que va a ser vencida, se escurre de pronto del hombre victorioso con renovada vivacidad; cómo la persigue aquél y cómo lo persigue ella; luego cuando se comprende que en todas sus miradas, sus gestos y las posiciones que adoptan, expresan las variadísimas emociones que los inflaman por igual.

Giacomo Casanova (1767).

El historiador mexicano Moisés Ochoa (1917-1985) documentó que el baile llegó a Acapulco de Juárez en 1822 con la escuadra chilena, enviada por el general Bernardo O'Higgins para apoyar a los insurgentes en la Guerra de Independencia de México (1810-1821). Sin embargo, el arribo se dio a escasos días de haberse generalizado en el puerto las noticias de la derrota del gobierno virreinal. Los marineros chilenos se sumaron a la fiesta callejera, bailando sus propios bailes patrios, entre los que se encontraba la cueca. Pese a que el folclorista mexicano Vicente Mendoza (1894-1964) decía que la chilena era todavía un género chileno, la versión mexicana se ha nacionalizado. El ministro chileno Diego Portales (1830-1837) repetía la frase: «No cambiaría una zamacueca por la presidencia».

## Corriente mapuchista
Previo a la llegada de los españoles, la zona central de Chile estaba habitada por los indígenas picunches, influenciados culturalmente por los mapuches, quienes habitaban al sur del río Biobío y no pudieron ser conquistados mediante la Guerra de Arauco. El escritor chileno Joaquín Edwards comentó en la novela El roto de 1920: «La cueca es una alegoría sexual y sanguinaria de la fusión guerrera de dos razas. Por eso se siente resonar el tambor de Castilla y el chivateo de Arauco; es la constante persecución del europeo a la india, que en la última figura de la danza se entrega bajando los ojos, simulando hasta el último una resistencia desganada y silvestre». El historiador chileno René León propuso en 1954: «Nació la cueca en lejanos tiempos en nuestro país, como baile de mestizos, y de mestiza ella también, de cadencias extrañas de muchos rincones del mundo». El folclorista chileno lonco Kilapán sostuvo en el ensayo El origen araucano de la cueca de 1995 que el baile provino de las danzas mapuches aschaw kai aschawalk y weishe purrum.

## Corriente peruanista
La zamacueca limeña habría llegado a Chile primeramente por Valparaíso con los barcos Potrillo y Sebastiana, con las tropas realistas peruanas enviadas por el virrey José Fernando de Abascal en 1813-1814 para acabar con el levantamiento. Después de la Batalla de Rancagua, que se desarrolló entre el 1 y 2 de octubre de 1814 en la plaza de esa ciudad y tenía como fin frenar a las fuerzas realistas de Mariano Osorio de su avance hacia Santiago. Osorio toma Santiago hasta 1818. Estos batallones estaban conformados en 95% de criollos peruanos y 5% de españoles peninsulares. Carlos Vega postuló que la palabra originaria fue "zambalaclueca", donde "zambala" identifica a la mujer mestiza mezcla de negro e indígena. Benjamín Vicuña afirmó en 1882 que la zamacueca “bailada al uso de Lima”, se empezó a difundir en Chile desde la década de 1830, en los “centros de esparcimiento criollos”, para luego introducirse a los salones de la aristocracia santiaguina.

Al salir yo en mi segundo viaje a la república Argentina, en mayo de 1824, no se conocía este baile. A mi vuelta en 1825, ya me encontré con esta novedad. Desde entonces, Lima nos proveía de sus innumerables y variadas zamacuecas, notables o ingeniosas por la música que inútilmente tratan de imitarse entre nosotros. La especialidad de aquella música consiste particularmente en el ritmo y colocación de los acentos, propios de ella, cuyo carácter nos es desconocido, porque no puede escribirse en las figuras comunes de la música.

José Zapiola, Recuerdos de treinta años (1872).

En 1824 cobra rápida notoriedad en Lima un nuevo baile llamado zamacueca; a fines de ese mismo año o a principios del 1825 llega a Santiago de Chile y en sus aristocráticos salones es objeto de cálida recepción; desciende en seguida a los dominios del pueblo, invade todo el territorio de la República y el fervor de un par de generaciones le da categoría de danza nacional; evoluciona, sufre algunas modificaciones de externación y de forma, y se inicia en el país, ya en la segunda mitad del siglo, la creación de melodías originales. Hay desde entonces una zamacueca chilena; pero como zamacueca es nombre demasiado largo, con sólo cueca se remedia la chilena apetencia de brevedad.

Carlos Vega, La forma de la cueca chilena (1947).

La cueca, si no propiamente la zamacueca original, es su hija, desprendimiento o 'variante' (como gustan llamar los folkloristas). En su forja influyen rasgos comunes al cancionero popular colonial (sistema modal occidental, formas estróficas desprendidas de patrones peninsulares), enriquecidos por factores autóctonos amerindios y afroasiáticos, a la manera de innúmeros bienes culturales que son de patrimonio común en el Nuevo Mundo. Pero su identidad -la de la cueca- es una sola: chilena. No hubo zamacuecas ni cuecas ni en el Africa ni en España, por consiguiente no nos vino de fuera. Es pues, el símbolo más puro de nuestra identidad.

Pablo Garrido, Biografía de la cueca (1943).